# Носовское (Нижегородская область)
Носовское — деревня в Тонкинском районе Нижегородской области. Входит в сельское поселение Пакалевский сельсовет.

## География
Находится на расстоянии примерно 33 километра по прямой на юго-запад от районного центра поселка Тонкино.

## История
В 1870 году в тогдашнем починке Носовский было учтено дворов 9 и жителей 40, в 1916 году учтено дворов 12 и жителей 66, был развит лесной промысел.

## Население
Постоянное население  составляло 19 человек (русские 100%) в 2002 году, 3 в 2010 .